# Avenida Julius Nyerere

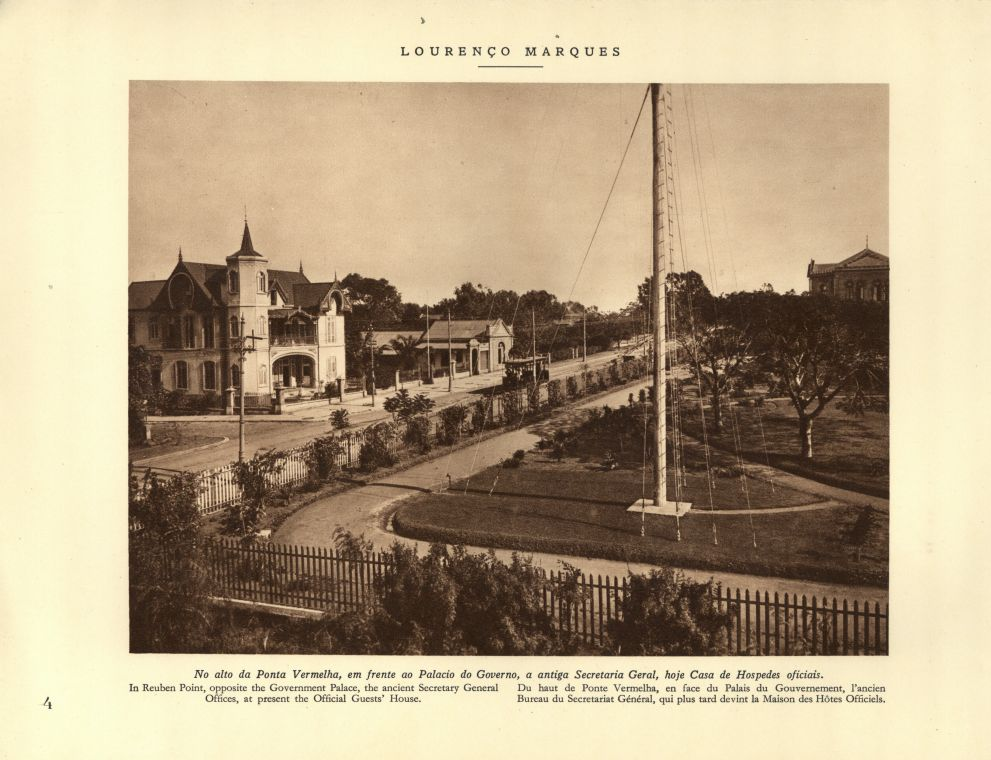
Anfang der Straße (1929)

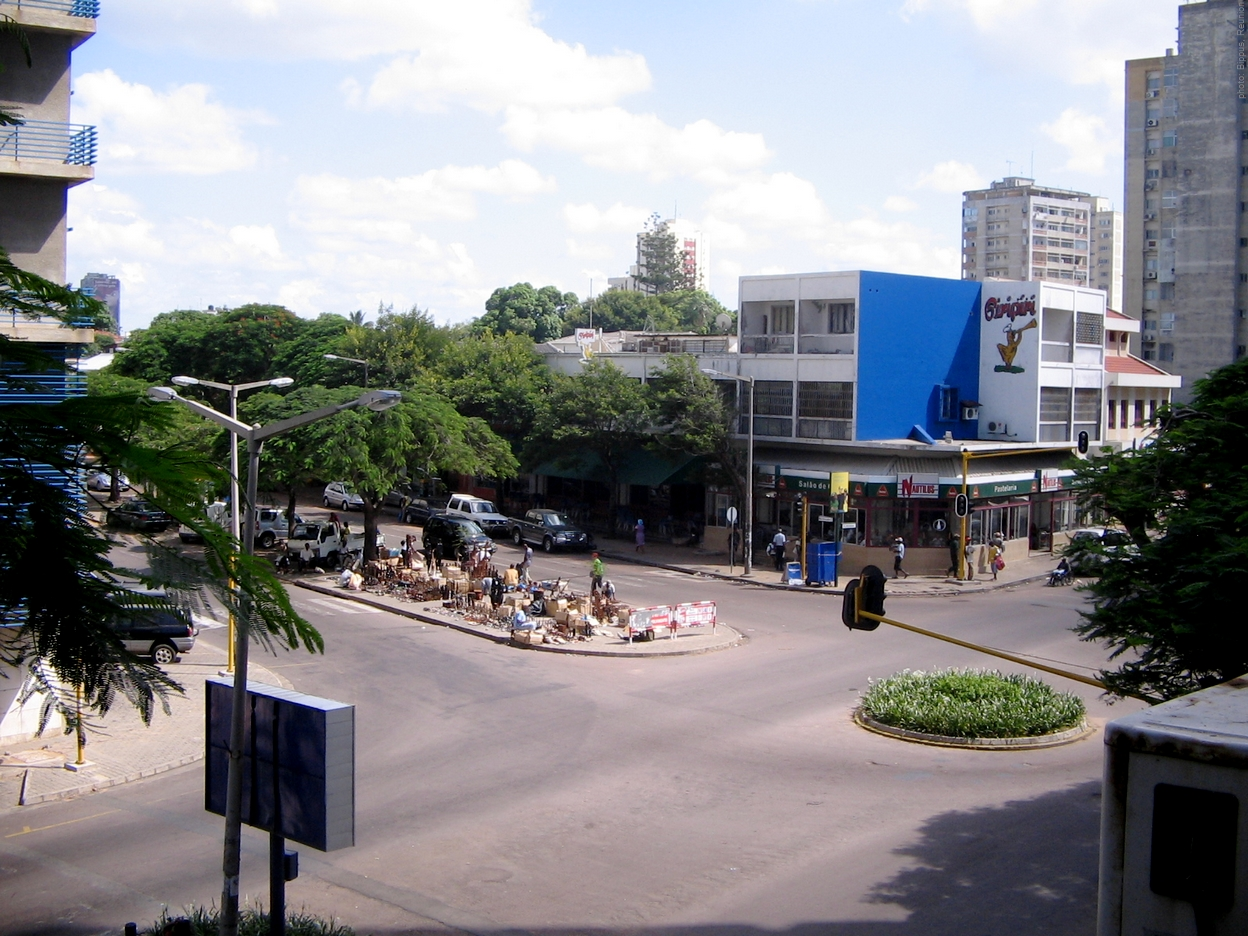
Eine der wichtigen Kreuzungen im Stadtteil Polana, zwischen der Avenida 24 de Julho und der Avenida Julius Nyerere

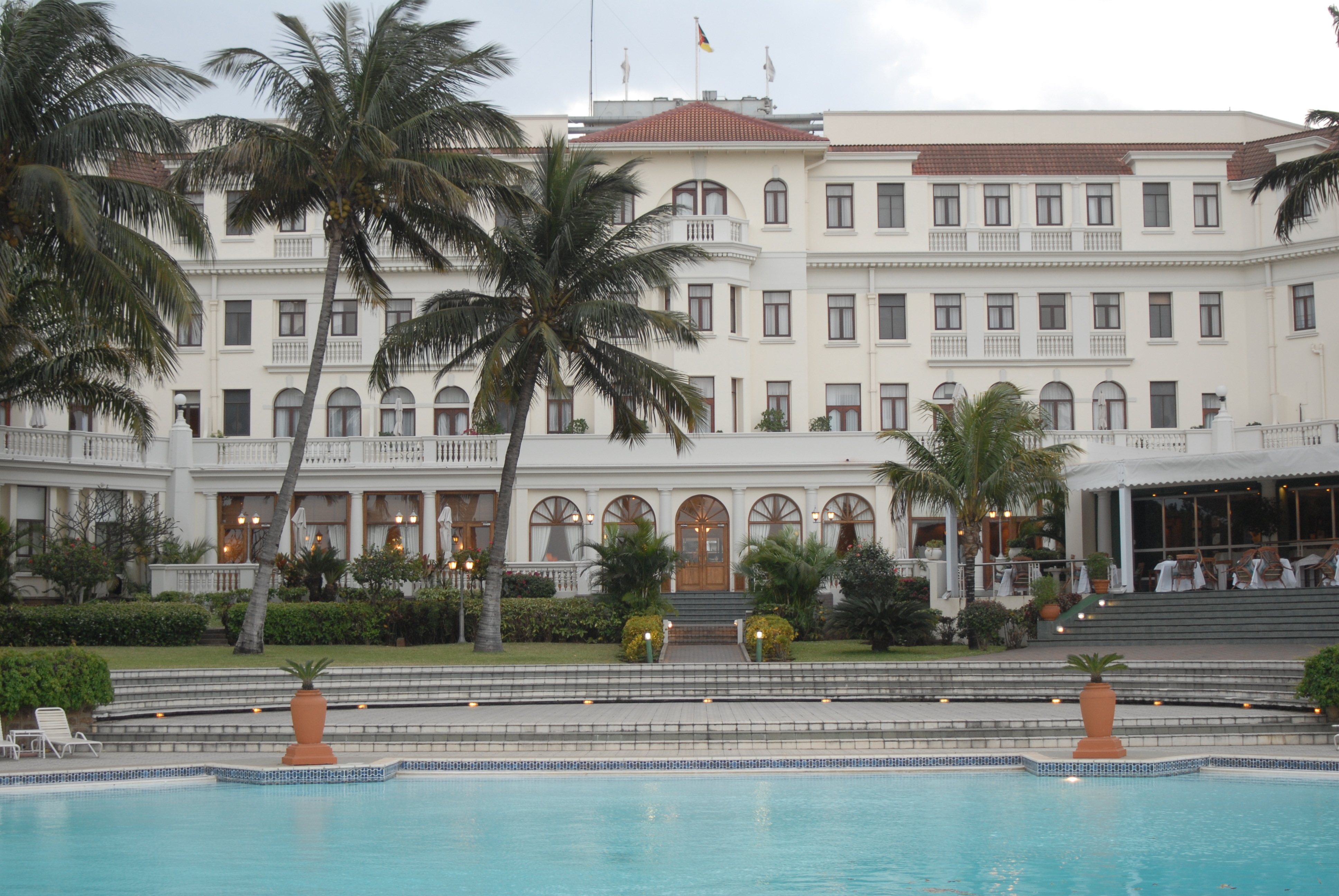
In der Avenida Julius Nyerere 1380 befindet sich das Hotel Polana, das zu den renommiertesten Afrikas zählt

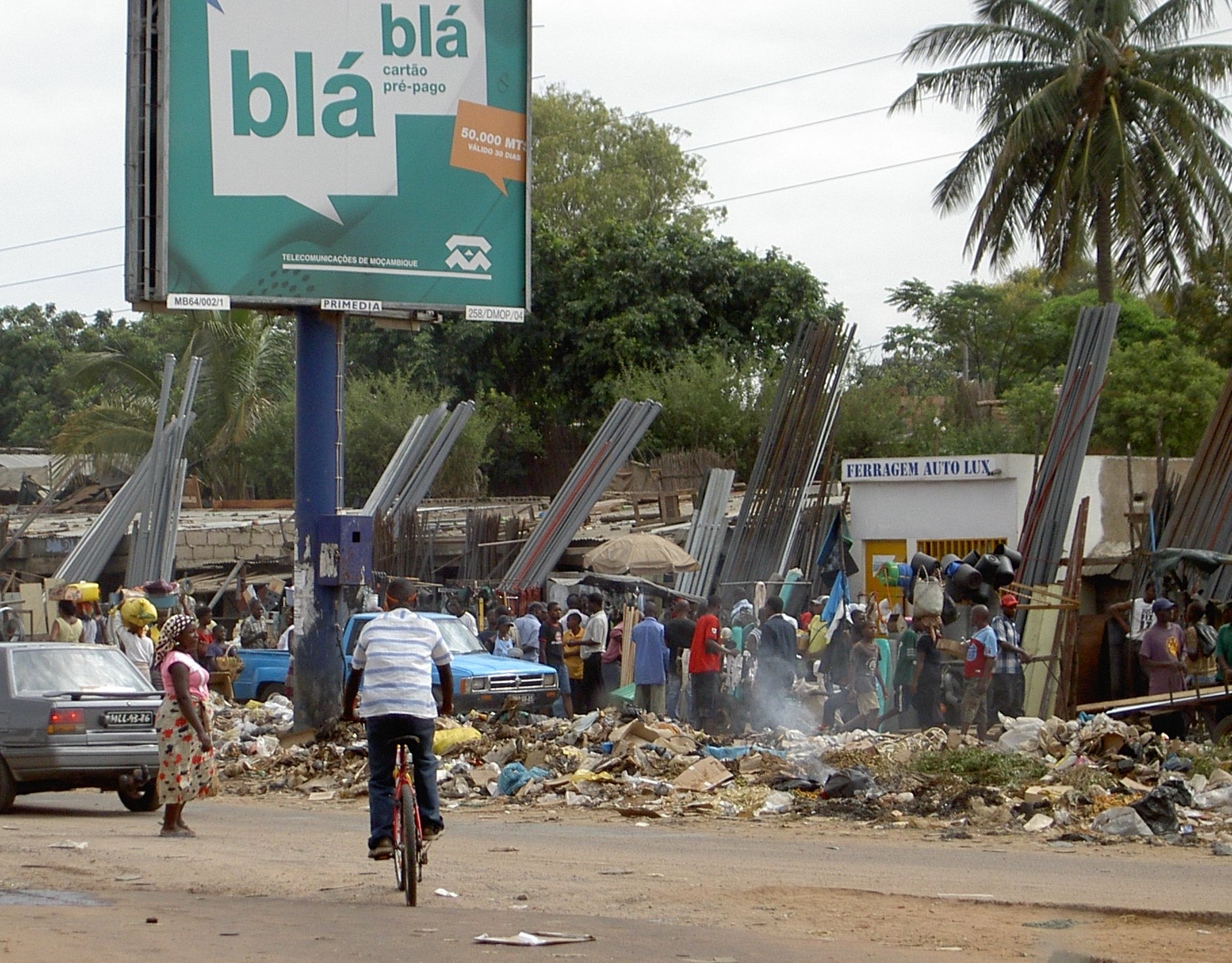
Straßenbild der Avenida Julius Nyerere auf Höhe des Praça dos Combatentes, der durch den Markt von Xiquelene dominiert wird

Die Avenida Julius Nyerere ist eine 11,5 Kilometer lange, vierspurige Straße in der mosambikanischen Hauptstadt Maputo. Die Nord-Süd-Achse verbindet das östliche Zentrum der Stadt um Polana mit den Stadtvierteln Sommerschield, Polana Caniço A, Maxaquene, Mavalane, Hulene, Laulane und Magoanine. Sie gilt als eine der wichtigsten Straßen der Stadt.

## Geographie
Die Straße beginnt im äußerten Südosten der Stadt, an der Kreuzung mit der Rua Nachingwea und der Rua de Farol, an der sich das Verteidigungsministerium sowie der Präsidentenpalast Palácio da Ponta Vermelha befinden. Von dort aus verläuft sie parallel zur Küstenlinie gen Norden und kreuzt dabei in den Stadtteilen Polana und Sommerschield die wichtigen Straßen Avenida 24 de Julho, Avenida Eduardo Mondlane, Avenida Mao Tsé Tung sowie Avenida Kenneth Kaunda. Von dort verläuft die Straße weiter in Richtung Norden, ist daraufhin jedoch aufgrund der Überschwemmungen im Jahre 2000 unterbrochen, der Verkehr wird über die Küstenallee Avenida da Marginal umgeleitet. Weiter in Richtung Nordwesten ist die Straße kurz vor dem zentralen Platz Praça dos Combatentes wieder befahrbar und führt als Achse bis zur Praça da Juventude. Ab dort heißt die Verlängerung der Straße Avenida Coronel General Sebastião Mabote.

## Verwaltungsrechtliche Einordnung
Wie jede Straße in der mosambikanischen Hauptstadt trägt auch diese eine Verwaltungsnummer. Da die Avenida Julius Nyerere besonders lang ist und durch die drei Stadtbezirke KaMpfumo (1. Bezirk), KaMaxakeni (3. Bezirk) und KaMavota (4. Bezirk) führt, trägt diese sogar mehrere Verwaltungsnummern:
- Avenida 1.023 (zwischen Rua Nachingwea und Avenida Kwame Nkrumah)
- Avenida 1.257 (zwischen Avenida Kwame Nkrumah und Rua do Palmar)
- Avenida 3.501 (zwischen Rua do Palmar und Praça dos Combatentes)
- Avenida 4.001 (zwischen Praça dos Combatentes und Praça da Juventude)

Eine Einordnung in das Schema des nationalen Straßennetzes des Landes ist nicht vorgenommen worden.

## Geschichte
Die Straße gehört zu den Grundachsen der Stadt und war bereits bei der Gründung Lourenço Marques’ durch die Portugiesen angelegt worden. Durch die zunehmende Urbanisierung der Stadt wuchs auch die Bedeutung der Straße. Spätestens seit Beginn des 20. Jahrhunderts trug sie den Namen des portugiesischen königlichen Kommissars (Commissário Régio) António Enes, der unter anderem in der portugiesischen Kolonie die Rebellion der Tsonga niederschlug.
Mit der Unabhängigkeit Mosambiks verschwanden alle kolonialen Namen im Straßenbild der Stadt, die selbst den neuen Namen Maputo erhielt. Seitdem trägt die Straße den Namen des früheren tansanischen Staatspräsidenten und Unterstützers der mosambikanischen Unabhängigkeitsbewegung FRELIMO, Julius Nyerere.
Im Zuge der witterungsbedingten und starken Überschwemmungen in Mosambik im Jahre 2000 wurde ein Teil der Straße – die Verbindung zwischen den Stadtvierteln Sommerschield II und Xiquelene – unterspült und ist seitdem nicht mehr befahrbar. Auch im südlichen Abschnitt zwischen Beginn der Straße und Praça do Destacamento Feminino häuften sich massive Straßenschäden. Aus diesem Grunde lässt die Stadtverwaltung Maputos mit finanzieller Unterstützung der Weltbank die Straße seit 2011 für 12,5 Millionen US-Dollar sanieren, eine komplette Fertigstellung war ursprünglich für 2013 angedacht. Das beauftragte Unternehmen, Britalar, verschob die Fertigstellung des südlichen Straßenabschnittes jedoch wegen schweren Regens drei Mal, erst Anfang 2014 war dieser fertiggestellt. Daraufhin beklagten sich Nutzer der Straße – vor allem das Personal der anliegenden diplomatischen Vertretungen – sowie die Stadtverwaltung ob der schlechten Qualität des Teers und der nach bereits kurzer Zeit entstandenen Schlaglöcher. Daraufhin gestand das Unternehmen die Mängel ein und ließ diese ausbessern. Ein Fertigstellungsdatum ist nicht bekannt.
Die Bauarbeiten für den nördlichen Abschnitt und der damit verbundenen Wiederherstellung der Befahrbarkeit zwischen Sommerschield und Xiquelene begannen 2013, wurden Mitte 2014 jedoch eingestellt. Nach Angaben des beauftragten Unternehmens stünden noch zu begleichende Rechnungen seitens der Stadtverwaltung aus. Die Stadtverwaltung wiederum prüft mögliche Schadensersatzforderungen.

## Wichtige Gebäude

### Südlicher Abschnitt
Insbesondere im südlichen Teil der Straße – zwischen Rua do Palmar und dem Beginn der Straße – befinden sich zahlreiche wichtige Gebäude der Stadt, unter anderem haben mehrere Ministerien, diplomatische Vertretungen und Unternehmen ihren Sitz in der Avenida Julius Nyerere.
In der Straße haben die diplomatischen Vertretungen Portugals, Südafrikas, Finnlands, Schweden, Dänemarks, Norwegens, Irlands, Japans, der Volksrepublik China, Frankreichs und die Delegationen der Europäischen Union und der Weltbank ihren Sitz. Des Weiteren haben die Ministerien für nationale Verteidigung, für Justiz sowie die drei Ministerien im Präsidentenpalast (für soziale Angelegenheiten, für Parlaments-, Regional- und Lokalangelegenheiten sowie Präsidentschaftsangelegenheiten) ihren Sitz in der Straße.
Zudem befinden sich die beiden bekannten Hotels Hotel Avenida und Hotel Polana in der Avenida Julius Nyerere, ebenso wie das Polana Shopping Center, das lokale Instituto Camões, der Hochzeitspalast, die Residenz des Staatspräsidenten. Weiter nördlich gibt es eine Zufahrt zum Campus der Eduardo-Mondlane-Universität.

### Nördlicher Abschnitt
Der nördliche Abschnitt ist vor allem durch informellen Handel, kleine Wohnhäuser, Wellblechhütten und vergleichbare Formen des Wohnens geprägt. Von besonderer Bedeutung ist der Busbahnhof an der Praça dos Combatentes (üblicherweise nur „Xiquelene“ genannt), an dem zahlreiche Linien der städtische TPM-Busse sowie der halböffentlichen Chapas enden, sowie die umfangreichen Marktflächen um den Platz herum.
Weiter nördlich, im Stadtteil Hulene B, liegt an der Straße die einzige Mülldeponie der Stadt.